# Harki

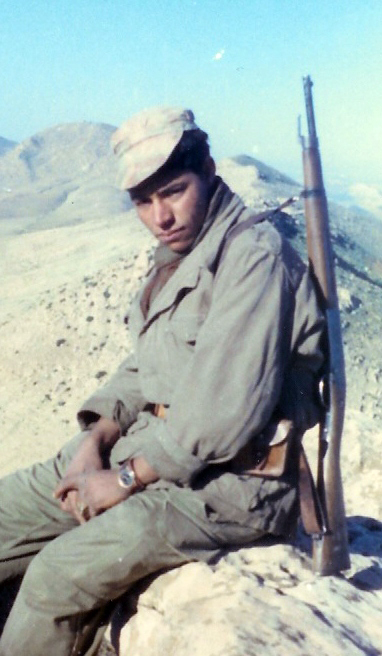
Een jonge Harki, Frans-Algerije, 1961.

Harki (bijvoeglijk naamwoord uit het Algerijns-Arabisch ḥarka, Arabisch ḥaraka (حركة), "oorlogspartij" of "beweging", dwz een groep vrijwilligers, vooral soldaten) is de algemene term voor inheemse Moslim-Algerijnen die als hulptroepen dienden in het Franse leger tijdens de Algerijnse Oorlog van 1954 tot 1962.
Het woord wordt soms ook gebruikt voor alle Algerijnse moslims (dus inclusief burgers) die Frans-Algerije tijdens de oorlog steunden. De motieven om zich aan te melden waren gemengd. Ze worden beschouwd als verraders in het onafhankelijke Algerije en tienduizenden van hen werden na de oorlog gedood als represailles, ondanks de verdragen van Évian, staakt-het-vuren en amnestiebepalingen. President Charles de Gaulle nam de controversiële beslissing om de Harki's geen toevlucht te bieden in Frankrijk, omdat hij hen beschouwde als "soldaten van fortuin" die zo snel mogelijk moesten worden ontdaan.
De Franse regering wilde hun massale hervestiging in Frankrijk vermijden. Het leger bracht enkel in uitzonderlijk gevallen harki's over naar Frankrijk. De meesten die wisten te vluchten deden dit illegaal via het scheepsverkeer naar Frankrijk. Vroege aankomsten werden geïnterneerd in afgelegen detentiekampen en waren slachtoffer van racisme.
Tegen 2012 echter woonden er 800.000 Harki's, Pied-noirs en hun nakomelingen boven de 18 jaar in Frankrijk. De Franse president Jacques Chirac stelde 25 september 2001 in als de Dag van Nationale Erkenning voor de Harki's. Op 14 april 2012 erkende president Nicolas Sarkozy de "historische verantwoordelijkheid" van Frankrijk bij het in de steek laten van Franse moslimveteranen ten tijde van de oorlog.